# Dominik Narbutt
Dominik Narbutt herbu Trąby – wojski lidzki od 1775 roku, cześnik lidzki w latach 1770-1776, członek Rady Narodowej Litewskiej w 1794 roku.
Poseł na sejm 1782 roku z powiatu lidzkiego.